# Plectroctena minor
Plectroctena minor (лат.) — вид муравьёв (Formicidae) из подсемейства Ponerinae. Эндемики Африки (Берег Слоновой Кости, Габон, Гана, Заир, Камерун, Нигерия, Экваториальная Гвинея).

## Описание

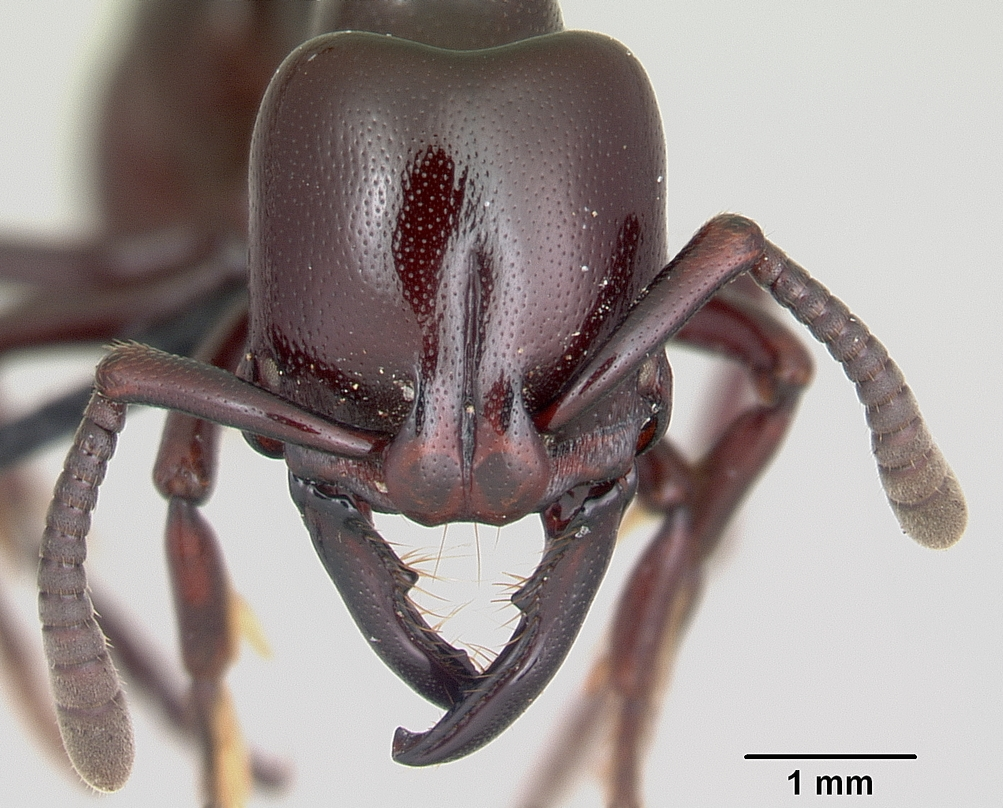
Plectroctena minor

Тропические хищные муравьи буровато-чёрного цвета. Длина тела рабочих от 15,2 до 17,6 мм. Мандибулы самок и рабочих длинные; глаза расположены в переднебоковых углах головы у места прикрепления челюстей. Усики самок и рабочих 12-члениковые (у самцов — 13). Длина головы рабочих 3,32—3,60 мм (ширина — 3,12—3,33 мм), длина скапуса усиков — 2,32—2,48 мм. Скутеллюм самцов выпуклый, голова у них шире своей длины, мезонотум сверху уплощённый. Семьи немногочисленные (до 300 муравьёв). Охотятся на многоножек (Diplopoda, Spirostreptida). При невозможности транспортировки добычи одним рабочим, он мобилизует от 2 до 5 фуражиров, прокладывая феромонную тропу от муравейника. Вид был открыт и впервые описан в 1892 году итальянским мирмекологом Карлом Эмери.